# Мариано Улибари
Мариано Гамир Улибари (на испански: Mariano Gámir Ulíbarri) е испански генерал, който се бие на страната на републиканците по време на Гражданската война в Испания.

## Биография
Мариано Гамир Улибари е роден през 1877 г. в баско семейство. Постъпва в пехотната академия на 15 години и бързо напредва в армията. Назначен за бригаден генерал през 1933 г., а няколко месеца по-късно за директор на Пехотната академия в Толедо. Остава лоялен към Републиката, когато Гражданската война в Испания започва с бунта на генерал Франсиско Франко през юли 1936 г. Улибари е изпратен във Валенсия през юли 1936 г. и ръководи 5-та пехотна бригада. В началото на 1937 г. поема и командването на 6-та пехотна бригада. Войските му играят активна роля на Арагонския фронт в ранните етапи на Гражданската война.

### Северна армия
В началото на пролетта на 1937 г. двама командири на баската армия си съперничат. Генерал Франсиско Лано де ла Енкомиенда е назначен от Републиката за командир на армията на Севера. Хосе Антонио Агире, президент на Страната на баските се провъзгласява за командир на баската армия. Унищожаването на Герника чрез бомбардировки през април 1937 г. показва слабостта на републиканската отбрана. На 31 май 1937 г. Индалесио Прието решава да назначи Улибари да командва баската армия. Въпреки това не му е дадено командване на останалата част от армията на Севера. Агире счита Улибари за по-приемлив от Енкомиенда. Улибари е безпартиен, несвързан с никоя от левите партии, квалифициран командир и баск.
Когато поема командването, баската армия има 85 батальона, организирани в бригади и дивизии. Съществува недостиг на обучени военни командири и недостатъчно военни материали. Улибари реорганизира персонала, поставяйки командир Ламас начело. Изправен пред непосредствена заплаха за Билбао, той нарежда по-голяма мобилизация, ускорена работа по укрепления и пренасочване на отбраняващите се войски. Настъплението на франкистите обаче продължава и до 16 юни 1937 г. той трябва да нареди общо отстъпление на запад от река Нервион. Улибари изпраща телеграма до министъра на националната отбрана, заявявайки, че планира да се откаже от Страната на баските. Прието му нарежда да защитава Билбао до последно. Въпреки това поема отговорността за решението да евакуира баското правителство и да се оттегли от Билбао на среща на 16 юни 1937 г. с баското правителство и генерал Енкомиенда.
На 19 юни 1937 г. Улибари напуска Билбао точно преди националистическите войски да влязат в града. Фронтът е изтеглен обратно към Кантабрия. Когато пристига в Сантандер, Улибари поема командването на армията на Севера. На 25 юни 1937 г. Улибари получава командването на Северната армия. Полковник Видал поема онова, което остава от баската армия. В оставащата отбрана на север Улибари се показа като способен професионалист, но не разполага с необходимите сили за да успее срещу националистите. За да спре напредването на войските на Франко, той има повече от 80 000 войници, групирани в четири корпуса, близо 300 артилерийски оръдия, 40 самолета и 17 противовъздушни оръдия. Противоположните сили под командването на генерал Фидел Арондо имат почти три пъти повече сили. Улибари се опитва да наеме повече войници, но не може да събере достатъчно за да защити фронта. Той разработва план за присъединяване към Арагонския фронт през юли 1937 г., но това е отхвърлено от републиканското правителство. Улибари трябва да се справи с високите нива на дезертьорство сред войските от консервативната провинция Сантандер, въпреки че астурийските войски са по-лоялни към републиканската кауза.
Националистическата офанзива срещу Сантандер започва на 14 август 1937 г. Улибари разполага с 80 000 отбранителни войници, лошо оборудвани и с нисък морал и 44 самолета. Само 18 от самолетите са модерни изтребители. Атакуващите сили на генерал Арондо включват 90 000 войници, включително 25 000 войници в механизирани части. Имат повече от 200 самолета, включително елитни единици от Италия и Германия. Градът подслонява 160 000 бежанци, а пътищата му за снабдяване от морето са атакувани от националистически кораби и самолети. На 22 август 1937 г. Улибари свиква среща в Сантандер с Хосе Антонио Агире, правителствен делегат по отбраната, военните командири и представители на политическите организации. Той предлага незабавно намаляване на дължината на фронта, който е твърде голям за да бъде защитен. Това е договорено, въпреки че баските войски решават да се оттеглят. Град Сантандер пада на 26 август 1937 г.
Улибари и щабът на армията на Севера се придвижват с подводница до Астурия, последната част от севера, държана от Републиката. Когато той пристига, Междупровинциалният съвет на Астурия и Леон обявява своя суверенитет. Съветът на Астурия избира полковник Адолфо Прада да командва армията на Севера на мястото на Улибари.

### Изгнание
Улибари взима самолет от Хихон за Франция и по-късно се връща оттам във Валенсия, където поема командването на 6-та пехотна бригада. Той е подложен на много критики за представянето си на север и по-късно е отстранен от активно командване. Улибари е испански представител в международната комисия, която обсъжда изтеглянето на чужденците от Испания. На 12 октомври 1938 г. е назначен за главен инспектор на военното образование. След падането на Каталония Улибари заминава в изгнание във Франция, където пише мемоарите си. През 1950-те години Франко му дава разрешение да се върне в Испания и той се захваща със земеделие в Куенка. Мариано Улибари умира през 1962 г.